# Passenger Name Record
Passenger Name Record（PNR）は、航空会社や旅行業界で、乗客および一緒に旅行する乗客のグループの旅程から構成される、コンピュータ予約システム（CRS）のデータベースのレコードである。また、旅程の予約記録のことを指す。

## 概要
PNRの概念は、最初の目的地に到達までに複数の航空会社の便を必要とする場合、乗客に予約情報を交換するため、必要な航空会社によって導入された（「interlining」）。この目的のために、IATAおよびATAは「AIRIMP（ATA/IATA Reservations Interline Message Procedures - Passenger）」を通じて、PNRおよび他のデータのインターラインメッセージ用の標準を定義した。PNRのレイアウトと内容には、一般的な業界標準はない。各CRSまたはホスティングシステムは独自の規格を持っている。ただし、業界共通のニーズとして、簡単にPNRデータをAIRIMPメッセージにマッピングする必要性がある。そのため主要な全てのシステム間でのデータの内容と形式は似ている。
乗客が旅程を予約する際、旅行代理店や旅行ウェブサイトのユーザは使用するCRSでPNRを作成する。CRSは一般的にアマデウス、SABRE、Travelport（Apollo、Galileo、and Worldspan）のようなGDSである。もし予約を航空会社で直接作った場合、PNRは航空会社のCRSのデータベースに作られる。このPNRは、乗客と関連する旅程のためのマスターPNR（Master PNR）と呼ばれる。PNRは、レコードロケータによって特定のデータベース内で識別される。
自社が担当しない旅程部分の場合、マスターPNRの保持者によって、その後、PNR情報のコピーは、輸送を提供する航空会社のCRSに送信される。
PNR情報のコピーを受信したCRSは、自身のデータベースに元のPNRのコピーを作成する。そして担当する旅程を管理する。多くの航空会社が自身で、GDSに接続してPNRを共有できる、CRSを持っている。
コピーPNRのレコードロケータは、すべてのレコードが一緒に接続されたまま、マスターPNRを所有しているCRSに戻って伝達される。これにより、いずれかのCRSで旅程のステータスが変更した時に、PNRの更新をやり取りすることができる。
PNRはもともと航空機の座席管理のために導入された。しかし、現在は航空会社のシステムはさらにホテルの予約、レンタカー、空港の送迎、列車旅行にも使用することができる。
PNRを作成したレコードには「予約番号」（Reference number）が割り当てられ、予約番号を主キーとしてPNRのレコードを管理する。

## ストレージ
航空会社と旅行代理店の大半は、SABRE、Galileo、Worldspan、アマデウスのようなCRSまたはGDSの運営会社のPNRデータベースのホストを選択する。